# Digitaria abludens
Digitaria abludens är en gräsart som först beskrevs av Johann Jakob Roemer och Schult., och fick sitt nu gällande namn av Jan Frederik Veldkamp. Digitaria abludens ingår i släktet fingerhirser, och familjen gräs. Inga underarter finns listade i Catalogue of Life.